# كاستلنوفو باريانو
كاستلنوفو باريانو (بالإيطالية: Castelnovo Bariano)‏ هي بلدية في مقاطعة رفيغة في منطقة فنيتة، شمال إيطاليا. تقع على بعد 90 كيلومترًا (56 ميلًا) جنوب غرب البندقية و40 كيلومترًا (25 ميلًا) غرب رفيغة.